# Johan Museeuw
Johan Museeuw (nascido a 13 de outubro de 1965 em Varsenare) foi um ciclista belga, profissional entre os anos 1988 e 2004, durante os quais conseguiu 104 vitórias.
Sprinter em seus começos, Museeuw ganhou duas etapas do Tour de France de 1990, incluindo o chegada final aos Campos Elíseos. No entanto, foi-se transformando e converteu-se num excelente corredor de clássicas. É o corredor que mais pódios tem na Paris-Roubaix e na Volta à Flandres, incluindo três vitórias em cada uma delas. Ganhou a Copa do Mundo de Ciclismo em duas ocasiões, em 1995 e 1996. Também em 1996 ganhou o Campeonato do Mundo, celebrado em Lugano, se convertendo no único ciclista da história que tem conseguido ganhar o Campeonato do Mundo e a Copa do Mundo no mesmo ano. Em 1996 participa nos Jogos Olímpicos de Atlanta na prova de estrada individual e terminou em décimo lugar.
Uma semana após ganhar o Volta à Flandres em 1998, Museeuw sofreu uma grave queda na Paris-Roubaix, na que se fracturou o joelho. Depois de um longo período de recuperação, conseguiu voltar à competição. No entanto, pouco tempo depois, voltou a se lesionar, desta vez num acidente de carro. A sua obstinada determinação, bem como sua forma de correr fizeram-lhe ganhar legiões de apoiantes em todo mundo, especialmente em Flandres, onde se lhe conhece como O leão de Flandres. Depois de vencer na Paris-Roubaix do ano 2000, e apoiando em seu pé esquerdo, assinalou-se o joelho em sinal de lembrança pela sua grave lesão.
Retirou-se do ciclismo profissional na primavera de 2004 e manteve-se vinculado à equipa Quick Step Innergetic, como relações públicas.

## Palmarés
| - 1989 - 1 etapa da Volta à Bélgica - 1990 - 2 etapas do Tour de France - 1 etapa dos Quatro Dias de Dunquerque - Circuito de Houtland - À travers le Morbihan - 1991 - Campeonato de Zurique - 2 etapas da Volta à Andaluzia - 1 etapa dos Quatro Dias de Dunquerque - 1 etapa do Midi Livre - 1 etapa do Tour da Irlanda - Campeonato de Flandres - 1992 - Campeonato da Bélgica em Estrada - 2 etapas da Volta a Valencia - 1 etapa da Volta à Andaluzia - 1 etapa da Volta aos Vales Mineiros - E3-Prijs Harelbeke - 1993 - Volta à Flandres - Paris-Tours - Através de Flandres - 1 etapa da Volta à Suíça - 1 etapa da Paris-Nice - 2.º na Copa do Mundo - 1994 - Amstel Gold Race - 1 etapa da Volta à Suíça - 2.º na Copa do Mundo - Kuurne-Bruxelas-Kuurne - Druivenkoers Overijse - 1995 - Copa do Mundo - Volta à Flandres - Campeonato de Zurique - G. P. Eddy Merckx - Quatro Dias de Dunquerque, mais 1 etapa - 3.º no Campeonato da Bélgica em Estrada - Troféu Laigueglia - Campeonato de Flandres - Druivenkoers Overijse - Circuito das Ardenas Flamencas-Ichtegem | - 1996 - Campeonato da Bélgica em Estrada - Copa do Mundo - Campeonato do Mundo em Estrada - Paris-Roubaix - Flecha Brabanzona - Omloop Mandel-Leie-Schelde - 1997 - Quatro Dias de Dunquerque, mais 1 etapa - Três Dias de Bruges–De Panne - 3 etapas da Volta à Andaluzia - 2.º no Campeonato da Bélgica Contrarrelógio - Kuurne-Bruxelas-Kuurne - 1998 - Volta à Flandres - Flecha Brabanzona - E3-Prijs Harelbeke - 1999 - Através de Flandres - 2000 - Paris-Roubaix - Het Volk - Flecha Brabanzona - 2002 - Paris-Roubaix - HEW Cyclassics - 2.º na Copa do Mundo - 2003 - Het Volk |

## Resultados

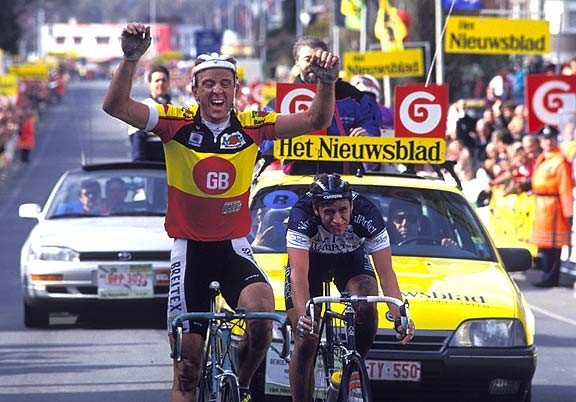
Museeuw celebrando sua vitória no Tour de Flandres de 1993.

Museeuw com o camisola de campeão do mundo.

Durante a sua carreira desportiva tem conseguido os seguintes postos em Grandes Voltas e corridas de um dia:

### Grandes Voltas
| Corrida | Corrida         | 1988 | 1989  | 1990 | 1991 | 1992 | 1993 | 1994 | 1995 | 1996 | 1997 | 1998 | 1999 | 2000 | 2001 | 2002 | 2003 | 2004 |
| ------- | --------------- | ---- | ----- | ---- | ---- | ---- | ---- | ---- | ---- | ---- | ---- | ---- | ---- | ---- | ---- | ---- | ---- | ---- |
|         | Giro d'Italia   | —    | —     | —    | —    | —    | —    | —    | —    | —    | —    | —    | —    | —    | —    | —    | —    | —    |
|         | Tour de France  | Ab.  | 106.º | 81.º | Ab.  | 73.º | 50.º | 80.º | 73.º | 95.º | Ab.  | —    | —    | —    | Ab.  | —    | —    | —    |
|         | Volta a Espanha | —    | —     | —    | —    | —    | —    | —    | —    | —    | —    | —    | —    | —    | —    | —    | —    | —    |

### Clássicas, Campeonatos e J.O.
| Corrida                   | Corrida                   | 1988 | 1989          | 1990          | 1991          | 1992 | 1993          | 1994          | 1995          | 1996 | 1997          | 1998          | 1999          | 2000 | 2001          | 2002          | 2003          | 2004 |
| ------------------------- | ------------------------- | ---- | ------------- | ------------- | ------------- | ---- | ------------- | ------------- | ------------- | ---- | ------------- | ------------- | ------------- | ---- | ------------- | ------------- | ------------- | ---- |
| Omloop Het Nieuwsblad     | Omloop Het Nieuwsblad     | —    | —             | 4.º           | 6.º           | 17.º | 18.º          | 4.º           | 6.º           | 63.º | 49.º          | 5.º           | 6.º           | 1.º  | Ab.           | 61.º          | 1.º           | —    |
| Kuurne-Bruxelas-Kuurne    | Kuurne-Bruxelas-Kuurne    | 22.º | —             | —             | 48.º          | 3.º  | —             | 1.º           | 7.º           | 6.º  | 1.º           | —             | 2.º           | —    | —             | 57.º          | —             | 30.º |
|                           | Milão-Sanremo             | —    | —             | 9.º           | —             | 3.º  | 32.º          | 12.º          | 12.º          | 8.º  | 40.º          | 36.º          | Ab.           | 15.º | 80.º          | —             | —             | —    |
| E3 Harelbeke              | E3 Harelbeke              | 18.º | 15.º          | 11.º          | 35.º          | 1.º  | 20.º          | 4.º           | 28.º          | 6.º  | 60.º          | 1.º           | 39.º          | 76.º | —             | 3.º           | 50.º          | 39.º |
| Gante-Wevelgem            | Gante-Wevelgem            | 30.º | —             | 2.º           | 8.º           | 7.º  | 20.º          | 3.º           | —             | 39.º | 9.º           | 29.º          | 14.º          | 3.º  | 56.º          | 10.º          | 7.º           | 20.º |
|                           | Volta à Flandres          | —    | 62.º          | —             | 2.º           | 14.º | 1.º           | 2.º           | 1.º           | 3.º  | 13.º          | 1.º           | 3.º           | 33.º | 16.º          | 2.º           | 38.º          | 15.º |
| Scheldeprijs              | Scheldeprijs              | 72.º | —             | 3.º           | 4.º           | 2.º  | 34.º          | —             | —             | 11.º | 2.º           | —             | 60.º          | 72.º | 39.º          | 80.º          | —             | 77.º |
|                           | Paris-Roubaix             | —    | —             | 12.º          | 16.º          | 7.º  | 4.º           | 13.º          | 3.º           | 1.º  | 3.º           | Ab.           | 9.º           | 1.º  | 2.º           | 1.º           | 33.º          | 5.º  |
| Flecha Brabanzona         | Flecha Brabanzona         | —    | —             | —             | —             | —    | —             | —             | 4.º           | 1.º  | 56.º          | 1.º           | 4.º           | 1.º  | —             | —             | 61.º          | —    |
| Amstel Gold Race          | Amstel Gold Race          | 31.º | —             | 9.º           | 10.º          | 2.º  | 13.º          | 1.º           | 7.º           | 3.º  | 53.º          | —             | 12.º          | 40.º | 5.º           | 54.º          | 107.º         | —    |
|                           | Liège-Bastogne-Liège      | —    | —             | —             | —             | 36.º | 12.º          | 58.º          | 13.º          | —    | 6.º           | —             | —             | 90.º | Ab.           | Ab.           | —             | —    |
| HEW Cyclassics            | HEW Cyclassics            | X    | X             | X             | X             | X    | X             | X             | X             | —    | —             | —             | 4.º           | 26.º | 29.º          | 1.º           | 75.º          | —    |
| Clássica de San Sebastián | Clássica de San Sebastián | —    | —             | —             | —             | —    | —             | 50.º          | 3.º           | 17.º | —             | —             | 135.º         | —    | —             | 154.º         | —             | —    |
| G. P. de Zurique          | G. P. de Zurique          | 80.º | —             | —             | 1.º           | 14.º | 17.º          | 2.º           | 1.º           | 3.º  | —             | —             | 13.º          | —    | —             | Ab.           | —             | —    |
| Paris-Tours               | Paris-Tours               | 77.º | 3.º           | —             | 9.º           | —    | 1.º           | 39.º          | 14.º          | 20.º | —             | —             | 25.º          | —    | 54.º          | 92.º          | 28.º          | —    |
|                           | Giro de Lombardia         | —    | —             | —             | —             | —    | —             | —             | —             | 13.º | —             | —             | —             | —    | —             | —             | —             | —    |
| J.O. (Rota)               | J.O. (Rota)               | —    | Não disputado | Não disputado | Não disputado | —    | Não disputado | Não disputado | Não disputado | 10.º | Não disputado | Não disputado | Não disputado | —    | Não disputado | Não disputado | Não disputado | —    |
| Mundial em Estrada        | Mundial em Estrada        | Ab.  | —             | Ab.           | 49.º          | —    | 4.º           | Ab.           | —             | 1.º  | 8.º           | —             | 12.º          | —    | 35.º          | 107.º         | —             | —    |
| Bélgica em Estrada        | Bélgica em Estrada        | 80.º | 8.º           | 5.º           | 4.º           | 1.º  | —             | —             | 3.º           | 1.º  | —             | —             | —             | 6.º  | —             | —             | 55.º          | —    |

—: Não participa

Ab.: Abandona

X: Edições não celebradas

## Prêmios e reconhecimentos
- Bicicleta de Ouro (1996)
- Mendrisio de Ouro (1996)
- Troféu ao mérito desportivo belga : 1996
- Sprint de ouro: 1995, 1996, 2002
- Bicicleta de cristal: 1993, 1995, 1996, 1997, 2002